# ديفيد إي. فينلي جونيور
ديفيد إي. فينلي جونيور (بالإنجليزية: David E. Finley, Jr.)‏ هو مدير متحف ‏ ومحامي أمريكي، ولد في 1 سبتمبر 1890، وتوفي في 1 فبراير 1977.